# 潮流旗艦店
潮流旗艦店(Trendy Trendy) 是一個由香港有線新聞有限公司製作的電視節目，在有線電視財經資訊台（第8頻道）播放，於逢星期六、日播映。節目打破傳統形式，特別與香港流行網上討論區Uwants合作，設立論壇，讓觀眾反應意見、投票、選舉及上傳作品等。另外，前主持龔嘉欣擔任主持時更設立個人網誌，與觀眾分享潮事心得。 
節目根據現今熱門話題，以及潮流動向，製作一個包羅有關旅遊、飲食、數碼、潮流產品及生活品味的節目，部分環節會邀 請名人嘉賓，分享個人潮流心得，或以視像電話遙距訪問世界各地潮人，討論潮人潮事。
2008年6月起，節目由-余迪偉代替鄭家輝主持，並改變了節目環節和風格。
曾主持節目的包括鄒文妮、鄭家輝和龔嘉欣。

## 節目環節

### 2007年4月至2008年5月
- @pop--溯人溯事，吃喝玩樂
- @it--數碼新知，產品技術
- @site--旅遊玩樂，外地趣聞
- @blog--網人網誌，各式各樣

## 播映時間

### 首播
逢星期六晚10時

### 重播
星期日02:30、12:30；星期一04:30；下星期六07:00、12:00、14:30、17:00